# Rock przeciwko komunizmowi
Rock Przeciwko Komunizmowi – album muzyczny wydany w Polsce zawierający utwory różnych wykonawców muzycznych. Jest to składanka muzyczna polskich wykonawców związanych ze sceną Rock Against Communism, prezentujących pod względem muzycznym takie style jak hard rock i oi!. Album został wydany przez wytwórnię Hard Records. Miało to miejsce w 1997 r. Zamieszczono go na jednej kasecie magnetofonowej. 

## Historia i album
Album muzyczny „Rock Przeciwko Komunizmowi” został wydany w Polsce, w 1997 r.. Jako nośnik danych do jego wydania zastosowano taśmę magnetyczną zawartą w jednej kasecie magnetofonowej. Wydawcą była firma Hard Records z Wrocławia. W jej ramach katalogu album otrzymał identyfikator MCB - 97 / MCB - 1997. Posiada też oznaczenie koncesji: „Koncesja nr 266/F”. Jest to album kompilacyjny zawierający dziewięć utworów muzycznych wykonywanych przez pięciu wykonawców. Reprezentują oni scenę Rock Against Communism, a pod względem muzycznym kompozycje przez nich prezentowane zaliczane są do gatunku muzycznego jaki jest rock, a w jego ramach do takich nurtów jak hard rock i oi!. Na okładce albumu znajduje się zdjęcie fotograficzne z manifestacji robotniczej i walk z ZOMO. Oprócz tytułu i różnych informacji znajduje się także napis „Independent Rock Group”. Kaseta została nagana w systemie – standardzie dźwiękowym „Stereo Dolby System”. W wewnętrznej wkładce każdemu wykonawcy poświęcono jedną stronę. Znajduje się na niej zdjęcie zespołu, tytuł lub tytuły zamieszczonych utworów, informacja kiedy kapela dokonała nagrań oraz skład, w który utwór został wykonany, przy czym ograniczono się do imienia lub pseudonimu artystycznego oraz wymieniono instrumentarium.

## Wykonawcy
W albumie znalazły się utwory następujących wykonawców: Adam & Olaf, Konkwista 88, Nowy Ład, Salut, Surowa Generacja (później nastąpiła zmiana nazwy zespołu na The Gits).
| Wykonawca        | liczba utworów |
| ---------------- | -------------- |
| Adam & Olaf      | 3              |
| Konkwista 88     | 2              |
| Nowy Ład         | 1              |
| Salut            | 2              |
| Surowa Generacja | 1              |

## Składy zespołów
Nagrania utworów poszczególni wykonawcy dokonali w następujących składach:
- Adam & Olaf: Adam (Adam Bartnikiewicz)[20][21] – wokal, Olaf (Olaf Jasiński) – gitara, keyboard[20][22]
- Konkwista 88: Adam (Adam Bartnikiewicz)[20][21] – wokal, Czerwony – gitara[20][23] (Wojciech Czerwiński[24]), Robert – gitara basowa[20][25], Darek (Dariusz Biłyk) – perkusja[20][26]
- Nowy Ład: Przemek – wokal[20][27], Sitek – gitara[20][28], Robert – gitara basowa[20][25], Łysy – perkusja[20][29]
- Salut: Hubert – wokal, gitara[20][30], Wojtek – gitara basowa[20][31], Krzysiek – perkusja[20][32]
- Surowa Generacja: Patyk (Paweł Szarek) – wokal[20][33], gitara, Młody Patyk – gitara basowa[20][34], Bruner – perkusja[20][35].

Można zauważyć, że Adam Bartnikiewicz na wokalu występuje zarówno w zespole Konkwista 88 jak i w duecie Adam & Olaf. Podobnie Robert grający na gitarze basowej uczestniczył w nagraniach utworów dwóch zespołów – Konkwisty 88 i Nowego Ładu.

## Utwory
| lp. | Wykonawca        | tytuł                        | kaseta magnetofonowa (strona, nr) |
| --- | ---------------- | ---------------------------- | --------------------------------- |
| 1   | Adam & Olaf      | Tu Jest Biały Kraj           | A1                                |
| 2   | Nowy Ład         | Nasze Życie                  | A2                                |
| 3   | Konkwista 88     | Kiedy Sen Stanie Się Jawą    | A3                                |
| 4   | Salut            | Ojczyzno Moja                | A4                                |
| 5   | Adam & Olaf      | Ogień Ostatniej Bitwy        | A5                                |
| 6   | Konkwista 88     | Urodzony Na Nowo             | B1                                |
| 7   | Surowa Generacja | Żółto - Biało - Niebiescy    | B2                                |
| 8   | Adam & Olaf      | Wierność Ziemi Jest Nadzieją | B3                                |
| 9   | Salut            | Oni                          | B4                                |

## Nagrania utworów
Poszczególne zespoły nagrywały utwory zamieszczone w albumie w różnych momentach czasu oraz w różnych studiach nagraniowych, niezależnie od pozostałych artystów. Wszystkie one pochodzą z lat 90. XX wieku. I tak odpowiednio nagrania swoich utworów zespół Salut dokonał w 1994 r., Nowy Ład w grudniu 1996 r., Konkwista 88 w kwietniu 1997 r., duet Adam & Olaf od kwietnia do lipca 1997 r., a Surowa Generacja w maju 1997 r..